# Le Temps d'aimer (film, 1972)
Pour les articles homonymes, voir Le Temps d'aimer.
Pour plus de détails, voir Fiche technique et Distribution.
Le Temps d'aimer (A Time for Loving) est un film franco-anglais réalisé par Christopher Miles en 1971.

## Synopsis
Dans la grande tradition des films à sketches, l'histoire du film est tirée d'une pièce de Jean Anouilh. Elle se déroule à Paris entre les années 1937 à 1947, dans un atelier d'artiste de Montmartre plus ou moins transformé en 3 lofts, qui tient lieu d'alcôve pour quatre histoires romanesques dont la dernière tourne plutôt à la farce.

## Fiche technique
- Titre original : A Time for Loving
- Titre en français : Le Temps d'aimer
- Réalisation : Christopher Miles, assisté de Patrick Bureau
- Scénario : Jean Anouilh
- Décors : Théo Meurisse
- Costumes : Rosine Delamare
- Photographie : Andréas Winding
- Musique : Michel Legrand
- Son : Joseph de Bretagne
- Mixage : Jean Nény
- Montage : Henri Lanoë
- Production : Mel Ferrer- Dimitri De Grunwald - London Screenplays
- Pays d'origine :  France,  Royaume-Uni
- Format : couleur
- Durée : 104 minutes
- Genre : comédie dramatique
- Dates de sortie : 
  -  Royaume-Uni - mars 1972
  -  États-Unis - 29 avril 1974

## Distribution
- Joanna Shimkus : Joan
- Britt Ekland : Josette
- Susan Hampshire : Patricia
- Mel Ferrer : Dr Harrison
- Philippe Noiret : Marcel
- Lila Kedrova : Mme Dubillard
- Mark Burns : Geoff
- Robert Dhéry : Léonard
- Éléonore Hirt : Héloïse
- Jany Holt : mère de Marcel
- Didier Haudepin : jeune garçon
- Ophélie Stermann  : jeune fille
- Lyne Chardonnet : prostituée
- Michel Legrand : Grondin
- Robert Le Béal